# Беной-Ведено
Беной-Ведено (рос. Беной-Ведено) — село у Ножай-Юртовському районі Чечні Російської Федерації.
Населення становить 2391 особу. Входить до складу муніципального утворення Беной-Веденське сільське поселення.

## Історія
Згідно із законом від 20 лютого 2009 року органом місцевого самоврядування є Беной-Веденське сільське поселення.

## Населення
| 1990 | 2002  | 2010  |
| ---- | ----- | ----- |
| 1827 | ↗2409 | ↘2391 |